# Абдуль-Мухсин аль-Аббад
А́бдуль-Му́хсин аль-Абба́д (араб. عبد المحسن العباد‎; род. 10 декабря 1934, Эз-Зульфи, Эр-Рияд) — салафитский богослов из Саудовской Аравии, проректор (1972—1977) и профессор факультета шариата Исламского университета Медины.

## Биография
Абдуль-Мухсин аль-Аббад родился в 1933 году в городе Эз-Зульфи в провинции Эр-Рияд в Саудовской Аравии. Начальное образование получил там же, затем поступил в научный институт Эр-Рияда и факультет шариата в том же городе. В 1959 году стал преподавателем в институте в Бурайде, в 1960 году — в институте Эр-Рияда. Абдуль-Мухсин аль-Аббад является преподавателем Исламского университета в Медине с момента его открытия в 1961 году. В 1972—1977 годах занимал должность проректора этого университета. Помимо преподавательской деятельности, аль-Аббад проводит уроки в Мечети Пророка начиная с 1985 года.
В одно время известный салафитский шейх Раби аль-Мадхали был учеником аль-Аббада. Один из сыновей аль-Аббада — Абдурраззак аль-Бадр является одним из влиятельных салафитских авторитетов Ближнего Востока.
Аль-Аббад является одним из тех салафитских богословов, кто отрицательно относится к различным экстремистским и террористическим группировкам. «Исламское государство» было объявлено им «заблудшей группой, которая занимается такфиром и зверствами против невинных».